# فريدريش شتروماير
فريدريش شتروماير (بالألمانية: Friedrich Stromeyer) هو كيميائي ألماني عاش بين القرنين الثامن عشر والتاسع عشر الميلاديين في الفترة ما بين سنتي 1776 – 1835. ينسب الفضل إلى شتروماير في اكتشاف عنصر الكادميوم.
ولد في مدينة غوتينغن الألمانية في الثاني من أغسطس سنة 1776؛ وكان لوالده منصب بروفيسور في جامعة غوتينغن. درس فريدريش في جامعتي غوتينغن وباريس وحاز على شهادة في الطب والكيمياء سنة 1800 تحت إشراف يوهان فريدريش غملين ولوي نيكولا فوكلان. تابع فريدريش شتروماير التخصص وأصبح بروفيسوراً في جامعة غوتينغن، وتخرج على يده الكثير من الطلاب، من ضمنهم روبرت بنزن.
في سنة 1817 وأثناء عمله على خامات من الزنك اكتشف عنصر الكادميوم؛ كما تمكن في سنة 1819 من وصف معدن الإيودياليت.
انتخب في سنة 1827 زميلاً أجنبياً في الجمعية الملكية البريطانية في لندن.
توفي في مدينته غوتينغن في الثامن عشر من أغسطس سنة 1835 عن عمر ناهز 59 عاماً.

## متفرقات
في سنة 1832 أطلق العالم الجيولوجي فرانسوا سولبيس بودان تسمية معدن شترومايريت الذي اكتشفه على شرف فريدريش شتروماير.
تمنح جائزة فريدريش شتروماير في ألمانيا للإنجازات في صعيد الكيمياء منذ سنة 1982.